# Stomie

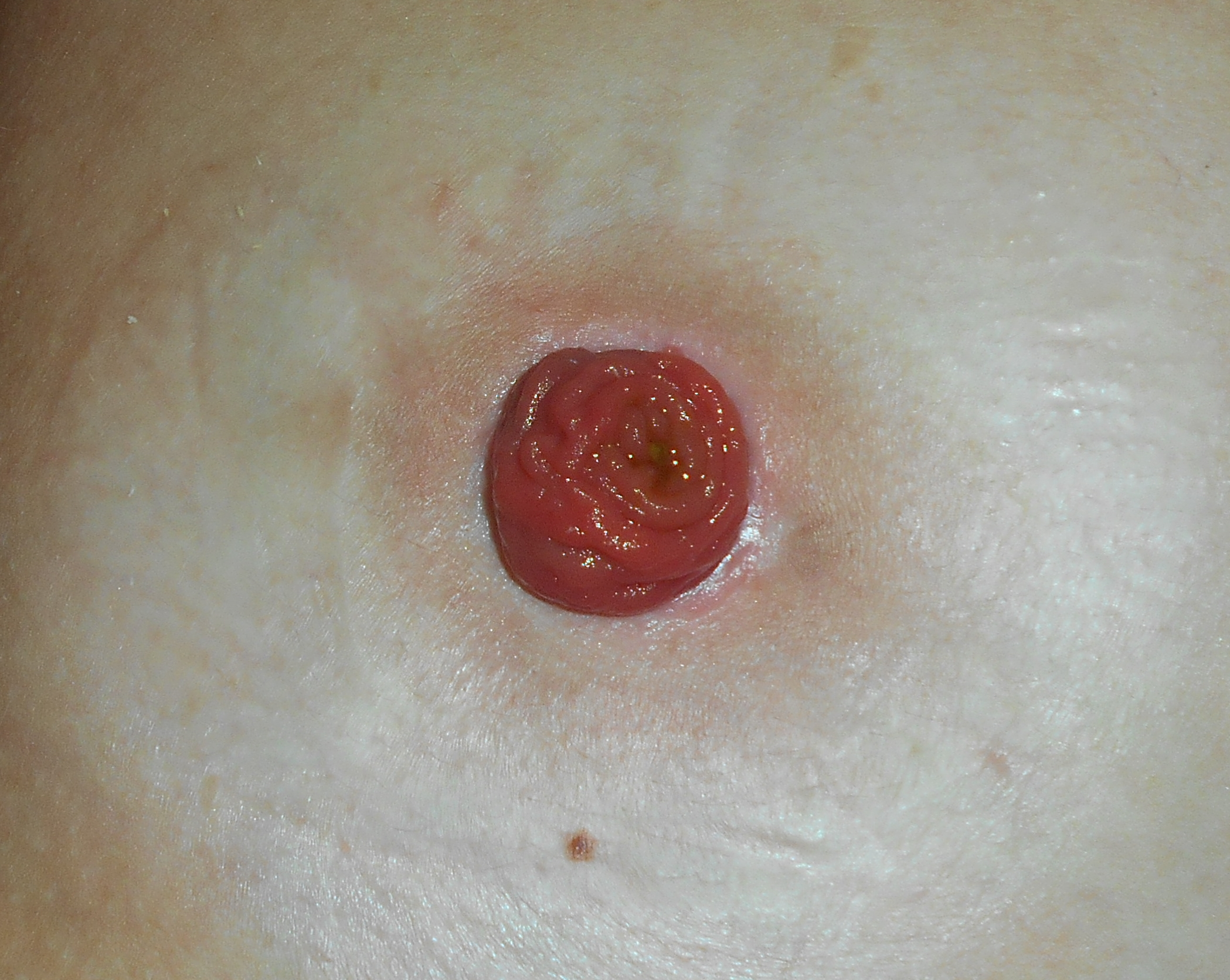
Ileostomie - chirurgické vyvedení tenkého střeva mimo tělo

Stomie je dočasné nebo trvalé vyústění některého dutého lidského (nebo i zvířecího) orgánu na povrch těla. Nejčastěji jde o vývod tlustého střeva, méně často o vývod tenkého střeva nebo močových cest, ale i dýchacích cest. Vytváří se chirurgicky při onemocnění nebo poškození některého orgánu trávicí, vylučovací nebo dýchací soustavy.

## Druhy stomií
Stomie může být dočasná, provedená pouze po dobu léčení onemocnění, nebo trvalá.
Existuje pět základních typů stomií, označovaných podle toho, který orgán je vyveden mimo tělo:
- Kolostomie – vývod tlustého střeva (colon)
- Ileostomie – vývod tenkého střeva (ileum)
- Urostomie – vývod močovodu (ureter)
- Tracheostomie – vývod dýchacích cest
- Nefrostomie – vývod drénem z ledvinné pánvičky
- Epicystostomie – vývod močového měchýře
- Esofagostomie – vývod jícnu

## Péče o stomii
Zdravotní problémy, které vedou k dočasné nebo trvalé stomii, mohou postihnout kohokoliv. Operace, která řeší patologický stav nebo zmírňuje jeho příznaky, často končí vytvořením umělého vyústění dutého orgánu – stomie. První týdny po operaci bývají nejnáročnější, protože pacienti se učí přizpůsobit novým podmínkám a integrovat péči o stomii do běžného života.
Stomie vyžaduje pravidelnou péči, aby se předešlo komplikacím, jako jsou podráždění kůže nebo infekce. K tomu slouží stomické pomůcky. Správná hygiena a postupy při výměně pomůcek jsou klíčové. Rovněž je důležité sledovat jídelníček, protože některé potraviny mohou ovlivnit trávení.